# 金持ちはより金持ちに、貧乏人はより貧乏に
「金持ちはより金持ちに、貧乏人はより貧乏に」（かねもちはよりかねもちに、びんぼうにんはよりびんぼうに、英語: The rich get richer and the poor get poorer）は、パーシー・ビッシュ・シェリーによる英語の格言である。詩集『詩の擁護』（1821年執筆、1840年刊行）の中で、シェリーは次のように書いている。
"To him that hath"（持てる人は）云々とあるのはマタイによる福音書25:29にある「タラントン」のたとえからの引用である（マタイ効果も参照のこと）。この格言は、自由市場・資本主義によって貧富の差が生み出されるという問題を簡潔に述べたものとして、場合によっては表現を変えて一般的に使用される。

## 同様の概念
アメリカ合衆国の第7代大統領であるアンドリュー・ジャクソンは、1832年の第二合衆国銀行の公認延長に対し拒否権を発動することに関する声明で、次のように述べた。
このフレーズはまた、マタイによる福音書の2つの節にも似ている。

## 大衆文化において
このフレーズは、1921年に大流行した曲"Ain't We Got Fun"（我々は楽しんでいない）によって一般大衆に普及した。そのため、この格言自体がこの曲の作詞者であるガス・カーンとレイモンド・B・イーガンによるものとされることもある。
また、F・スコット・フィッツジェラルドの『グレート・ギャツビー』には以下のフレーズがあり、これがこの格言の元とされることもある。

## 経済学において
トマ・ピケティの2014年の著書『21世紀の資本』では、"the rich-get-richer"（金持ちはより金持ちに）という言葉で広く説明されている現象である、資本の所有者は労働者よりも早く資産を蓄積するという彼の中心的な論文を支持する、数百年にわたる一連の実証的データが提示されている。

## 現代政治において
この言葉は、アメリカ合衆国におけるロナルド・レーガン大統領、ジョージ・H・W・ブッシュ大統領の任期、イギリスにおけるマーガレット・サッチャー首相の任期における、社会経済的傾向を説明するために頻繁に使われてきた。イギリスでの経済的不平等に関してイギリス自由民主党所属の国会議員サイモン・ヒューズが提起した質問に、サッチャーは次のように反論した。「彼は、金持ちが金持ちでなくなるのであれば、貧乏人がより貧乏になっても構わないのです。……何という政策なんでしょう! ええ、彼は、金持ちが金持ちでなくなるのであれば、貧乏人がより貧乏になっても構わない。それが自由民主党の政策なのです」また、イギリスにおけるデーヴィッド・キャメロンによる第1次キャメロン内閣・第2次キャメロン内閣を指すのにも使われてきた。

## その他の用法
統計学では、"the rich get richer"というフレーズは、中華料理店過程などの優先アタッチメント過程の振る舞いの略式の説明としてよく使用される。すなわち、特定の値をとる一連の結果の次の結果の確率は、その特定の値をすでに持っている結果の数に比例する。これは、人気投票などの現実世界の過程をモデル化するのに役立つ。すなわち、特定の選択肢に人気があると、新しい参加者がその選択肢を採用するようになる（最初の数人の参加者の影響が大きくなる可能性がある）。

### 社会的影響力を持つ市場
音楽、映画、本やその他どのような種類の製品についても、製品の推薦と過去の購入に関する情報が、消費者の選択にかなり影響することが示されている。社会的な影響は、人気のある商品がより人気になる傾向がある、rich-get-richer現象（マタイ効果）を引き起こすことがよくある。